# Oplurus fierinensis
Espèce
Statut de conservation UICN

 LC  : Préoccupation mineure
Oplurus fierinensis est une espèce de sauriens de la famille des Opluridae.

## Répartition
Cette espèce est endémique de Madagascar et se rencontre dans le Sud-Ouest de cette île.

## Publication originale
- Grandidier, 1869 : Descriptions de quelques animaux nouveaux découverts, pendant l'année 1869, sur la côte ouest de Madagascar. Revue et Magazine de zoologie (Paris), ser. 2, vol. 21, p. 337-342 (texte intégral).